# 帕達木
帕達木（邵語：Pajtadu），又稱排大木，是台灣邵族傳說中的第一任頭目，也是發現並帶領族人前往日月潭的祖先。

## 傳說

### 發現日月潭
過去邵族住在阿里山一帶時，有一年為了要準備祖靈祭典的供品，帕達木帶領族人上山打獵，遇到一隻奇特的白鹿，便追著牠抵達了日月潭的「普及（Puzi，白）」地區（今古亭仔一帶），發現日月潭不僅環境漂亮、水裡還有許多十分肥美的魚，便回到部落通知族人，全族最後決定遷村至當地，也有說法是帕達木從日月潭回來後，因為無法忘懷當地的景象，因此決定帶領家人遷村，而有數百個族人也跟隨他前往，成為最早的一批邵族 。

### 成為頭目
抵達日月潭後，帕達木被推舉成為第一代頭目，隨後他召集各戶的長老，在珠子山附近一棵需要三十人才抱得住的巨大茄苳樹下立誓，表明邵族永遠不會搬離日月潭，而且只要茄苳樹上每多一片葉子，邵族就會再增加一個人，而這也成為往後三百多年邵族興衰的預言 。

### 身後
帕達木活到120多歲後才去世。在他帶領部落的期間內，邵族的人口從當初的一百多個增加為一千多個、生活範圍擴及水里鄉、魚池鄉、埔里鎮等地，並且擊退多方外族的進犯，使得邵族成為當地一大勢力，然而，他的兒子馬蓋瞻（Makaitan）接任頭目後，漢人來到當地並砍倒了茄苳神木、破壞當地的地理，使得邵族族運由盛轉衰。

## 紀念
邵族人為了紀念帕達木，製作了一首名為《Shuria》的祭歌來描述他的所有事蹟，這首歌只有在祖靈祭上可以唱。